# Хэундэ (станция метро)
«Хэундэ» (кор. 해운대) — подземная станция Пусанского метро на Второй линии. Она представлена двумя боковыми платформами. Станция обслуживается Пусанской транспортной корпорацией. Расположена в квартале У-дон административного района Хэундэ-гу города-метрополии  Пусан (Республика Корея). Как следует из названия, Хэундэ, самый большой пляж в Корее, находится в непосредственной близости от станции. На станции установлены платформенные раздвижные двери.
Станция была открыта 29 августа 2002 года.
Станцией метро не связана с одноимённой ж/д станцией линии Тонхэ-Намбу (Пусан — Пхохан), открытой 15 июля 1934 года.
Рядом с станцией расположены:
- Пляж Хэундэ
- Административный центр района Хэундэ-гу
- Пусанский аквариум
- Тонбэксом (Парк Тонбэк)
- Холм Тальмаджи
- Нуримару
- Начальная школа Хэундэ
- Отель «Вестин Чосон Пусан»
- Отель «Глори Кондо»
- Отель «Хэундэ Грэнд»